# Kunbir crusator
Kunbir crusator là một loài bọ cánh cứng trong họ Cerambycidae.